# Sympistis shirleyae
Sympistis shirleyae là một loài bướm đêm thuộc họ Noctuidae. Loài này có ở California.
Sải cánh dài khoảng 31 mm.